# Acropora solitaryensis
Acropora solitaryensis е вид корал от семейство Acroporidae. Видът е световно застрашен, със статут Уязвим.

## Разпространение и местообитание
Разпространен е в Австралия, Британска индоокеанска територия, Вануату, Индонезия, Кения, Кирибати, Китай, Коморски острови, Майот, Малайзия, Маршалови острови, Микронезия, Науру, Нова Каледония, Палау, Папуа Нова Гвинея, Провинции в КНР, Сейшели, Сингапур, Соломонови острови, Тайван, Тайланд, Танзания, Тувалу, Фиджи, Филипини и Япония.
Среща се на дълбочина от 2 до 30 m, при температура на водата от 22,1 до 25,5 °C и соленост 35,2 – 35,5 ‰.

## Описание
Популацията на вида е намаляваща.